# Matões
Matões là một đô thị thuộc bang Maranhão, Brasil. Đô thị này có diện tích 1858,007 km², dân số năm 2007 là 28107 người, mật độ 15,13 người/km².